# 花岡なつみ
花岡 なつみ（はなおか なつみ、1996年（平成8年）6月24日 - ）は、日本の元歌手。広島県廿日市市出身。以前はオスカープロモーション（事務所）、JVCケンウッド・ビクターエンタテインメント（レコードレーベル）に所属していた。

## 経歴
アクターズスクール広島で学ぶ。広島市を拠点とするアイドル・ユニットSPL∞ASHのメンバーとしても活動。
2014年（平成26年）8月5日、第14回全日本国民的美少女コンテストで音楽部門賞を受賞。この時は「花岡菜積」名義。
2015年（平成27年）3月、地元の高校を卒業して上京。
2015年8月12日、「夏の罪」で歌手デビュー。作詞・作曲は鬼束ちひろ。鬼束が、自身で歌唱していない曲を提供するのは初。花岡は全日本国民的美少女コンテストで鬼束の「月光」を歌唱しており、このことがきっかけとなって鬼束へのオファーがなされた。この曲は2015年7月9日スタートのテレビ朝日系ドラマ『エイジハラスメント』の主題歌に抜てきされた。ドラマの主演の武井咲は、全日本国民的美少女コンテスト出身の先輩（2006年の第11回にモデル部門賞およびマルチメディア賞を受賞）にあたる。8月12日の発売当日に東京・お台場ヴィーナスフォートで開催されたデビューイベントでは、鬼束がサプライズで登場した。「夏の罪」について、鬼束からは「すがりつくように歌ってほしい」との歌唱指導を受ける。
11月20日、第57回日本レコード大賞新人賞を受賞。11月27日、第48回日本有線大賞新人賞を受賞。
12月3日、オスカープロモーション恒例の晴れ着撮影会に初出席。
2016年1月11日、JR広島駅内の会場で、日本レコード大賞新人賞・日本有線大賞新人賞受賞の凱旋ライブを行った。
2017年1月9日、出身地である「はつかいち応援大使」に就任。
2019年3月6日、前作「Birthdays」から約3年振りとなるシングルを、「ふたり/Restart」発表。
2021年3月、オスカープロモーションを退社。
現在はダンサーとしてInstagram、YouTubeなどSNSを中心に活動。

## 作品

### シングル
|     | 発売日        | タイトル       | 規格                         | 規格品番                       | 最高順位 | レーベル                   |
| --- | ------------- | -------------- | ---------------------------- | ------------------------------ | -------- | -------------------------- |
| 1st | 2015年8月12日 | 夏の罪         | CD+DVD CD CD(完全生産限定盤) | VIZL-859 VICL-37091 VICL-37092 | 16位     | Victor Entertainment       |
| 2nd | 2016年1月16日 | Birthdays      | CD+DVD CD CD(完全生産限定盤) | VIZL-928 VICL-37139 VICL-37140 | 13位     | Victor Entertainment       |
| 3rd | 2019年3月6日  | ふたり/Restart | CD                           | TECI-667                       |          | テイチクエンタテインメント |

## 出演

### 配信番組
- 花岡なつみのハナツミ♡（2015年9月29日 - 12月22日、CBCラジオ） - うしみつドキドキ!枠内[13]
- 花岡なつみのミライメガネ（2015年10月5日 - 、FM NACK5） - 『The Nutty Radio Show おに魂』内コーナー

### 映画
- 左様なら今晩は（2022年11月11日、パルコ） - 畠山 役[14]

## 受賞歴
- 第14回全日本国民的美少女コンテスト 音楽部門賞（2014年）[3]
- 第57回日本レコード大賞 新人賞（2015年）[7]
- 第48回日本有線大賞 新人賞（2015年）[8]